# Metròpolis (còmic)
Metropolis és una ciutat fictícia que apareix en les historietes de DC Comics, i és la llar de Superman. La primera aparició de Metròpolis va ser en Action Comics núm 16, el 1939.
El co-creador i artista original deSuperman, Joe Shuster, va modelar la línia de cel barrejant Toronto, on ell va néixer i va viure fins als deu anys, i Cleveland, on va viure després i va conèixer Jerry Siegel a la secundària. Després d'això, però, es va convertir en una analogia de la Ciutat de Nova York.
La ciutat real de Metròpolis, Illinois, s'ha proclamat a si mateixa com "La llar de Superman" i celebren el seu "heroi local" de cada forma com poden. Una de les seves formes de celebrar inclou una enorme estàtua seva, un petit museu de Superman, un festival anual Superman, i el seu diari localThe Metropolis Planet, un nom inspirat pel major diari a la Metròpolis fictícia: el Daily Planet. Una versió de la ciutat ha aparegut en els còmics, com una ciutat que els seus ciutadans idolatren l'heroi que viu a la seva ciutat "germana".